# Rockport (Maine)
Pour les articles homonymes, voir Rockport.
Rockport est une ville (town) américaine située dans le comté de Knox, dans l'État du Maine. Elle se trouve le long du golfe du Maine et est ainsi traversée par la U.S. Route 1. Selon le recensement de 2020, sa population s'élève à 3 644 habitants.